# William Boone
William Boone   (Cincinnati, 16 de gener de 1920 - Urbana, 14 de setembre de 1983), conegut simplement com Bill Boone, va ser un matemàtic estatunidenc.

## Vida i obra
Boone procedia d'una família humil i, després de ser escolaritzat a varies escoles catòliques de Cincinnati, va fer els estudis universitaris a la universitat de Cincinnati, a temps parcial, graduant-se el 1945. Aquest mateix any va començar estudis de postgrau a la universitat de Princeton en la qual va obtenir el doctorat el 1952, mentre feia de professor ajudant a les universitats de Princeton, Rutgers i Universitat Catòlica d'Amèrica, successivament. Per la seva recerca, sota la influència d'Alonzo Church i d'Emil Post, es va decantar per la lògica matemàtica i, més concretament, pels problemes de decisió.
El 1958, després de visitar nombroses universitats europees, va ser nomenat professor de la universitat d'Illinois a Urbana, en la qual va fer la resta de la seva carrera acadèmica fins a la seva mort el 1983.
Boone és recordat per les seves aportacions a l'àrea frontera entre la lògica i l'àlgebra i, sobre tot, per haver construït un grup finit en el qual és indecidible el problema de la paraula i per la demostració del teorema de Novikov-Boone.